# Lexus RC
Lexus RC — автомобіль середнього класу в кузові купе, що виготовляється під маркою Lexus японською компанією Toyota.

## Опис

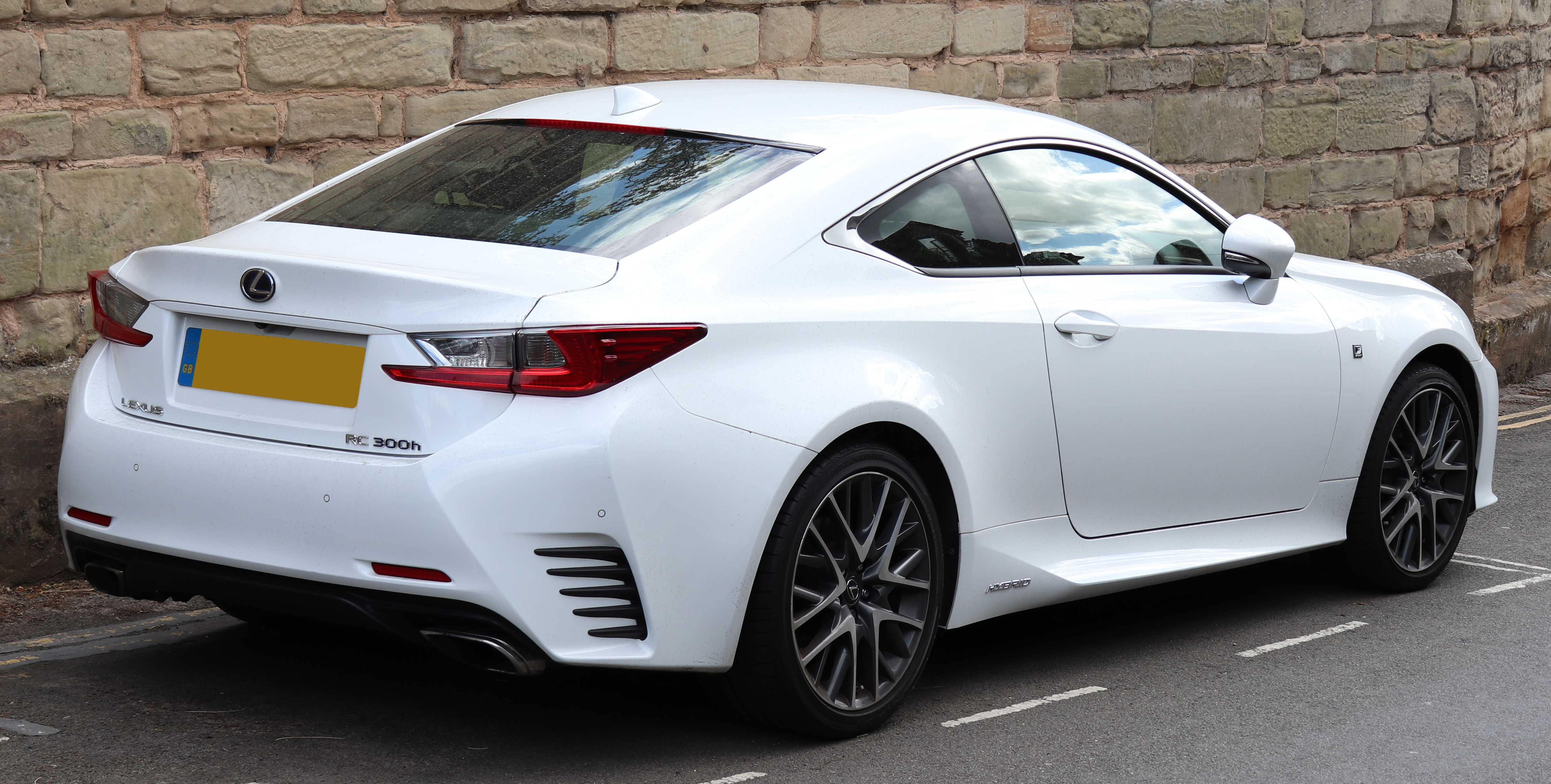
Lexus RC 300h F Sport

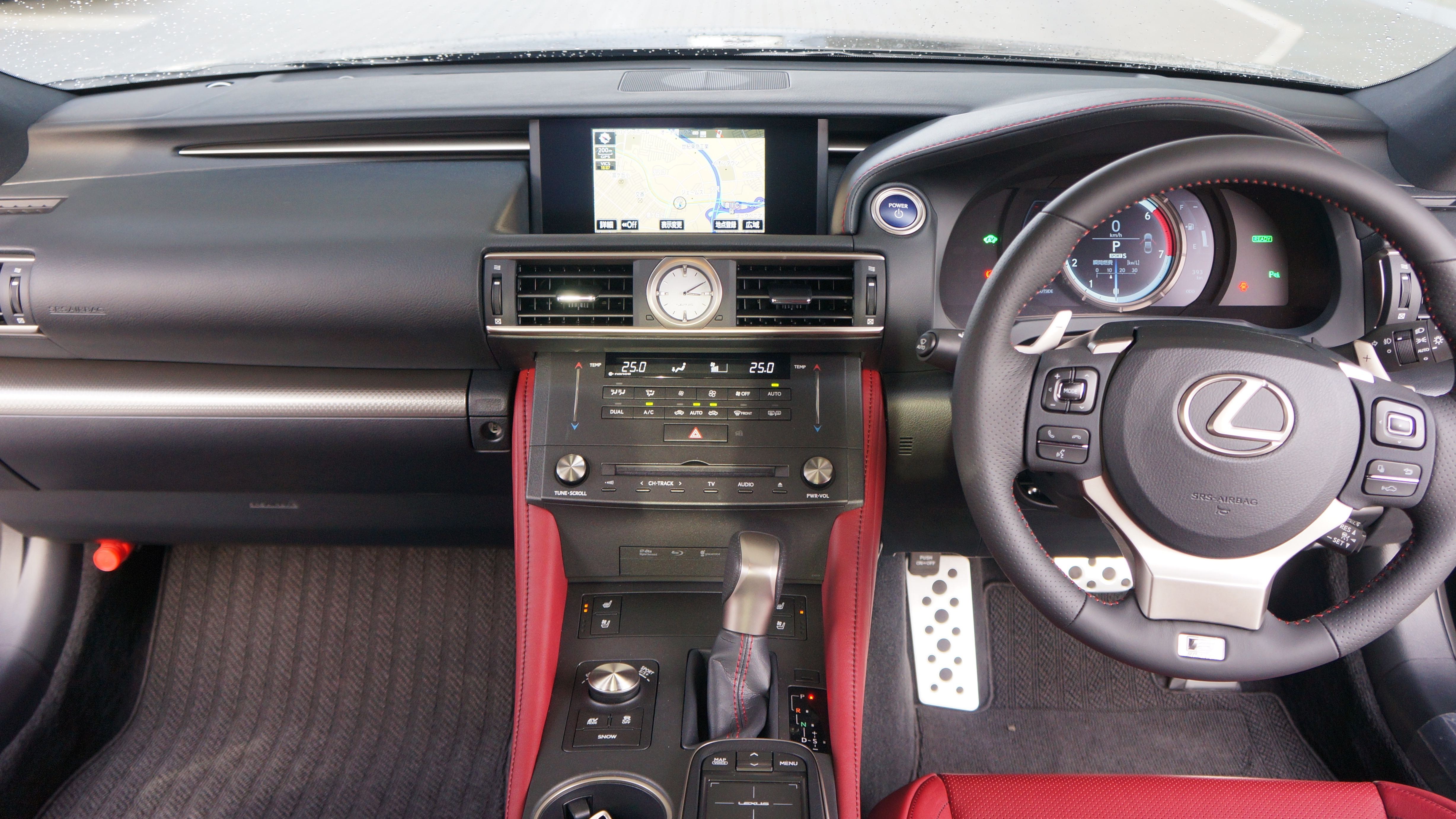
Салон

Lexus RC є версією купе моделі IS і налічує 4693 мм у довжину, 1838 мм в ширину і 1394 мм у висоту.
Модель RC була вперше представлена публіці ще у 2013 році. Повноцінне виробництво моделі почалося у середині 2014 року, коли модель RC прийшла на зміну моделі IS.
У 2016 році компанія представила ще два доступних для автомобіля двигуна. Завдяки високим експлуатаційним характеристикам, елегантному зовнішньому вигляду і широкому асортименту силових агрегатів, РС значно перевершує попередні моделі, до того ж, автомобіль став доступний з заднім і повним приводом. Основними конкурентами Lexus RC є BMW 4 Series, Audi A5 і Cadillac ATS Coupe. Як і слід було очікувати від спортивного купе класу «люкс», - Lexus RC 2016 року, має багату базову комплектацію. У список стандартних комплектуючих входить: автоматичний клімат-контроль, затемнені дзеркала заднього виду, 7,0-дюймовий сенсорний екран інформаційно-розважальної системи, камера заднього виду, фірмова система «Lexus Enform Service Connect», аудіосистема з 10 динаміками, яка включає в себе HD Radio, подвійний USB-порт і Bluetooth. Модифікації F Sport у заводській збірці оснащуються: адаптивною підвіскою, можливістю їзди у режимі Sport +, передніми сидіннями з підігрівом і вентиляцією. 

### Фейсліфтинг 2018

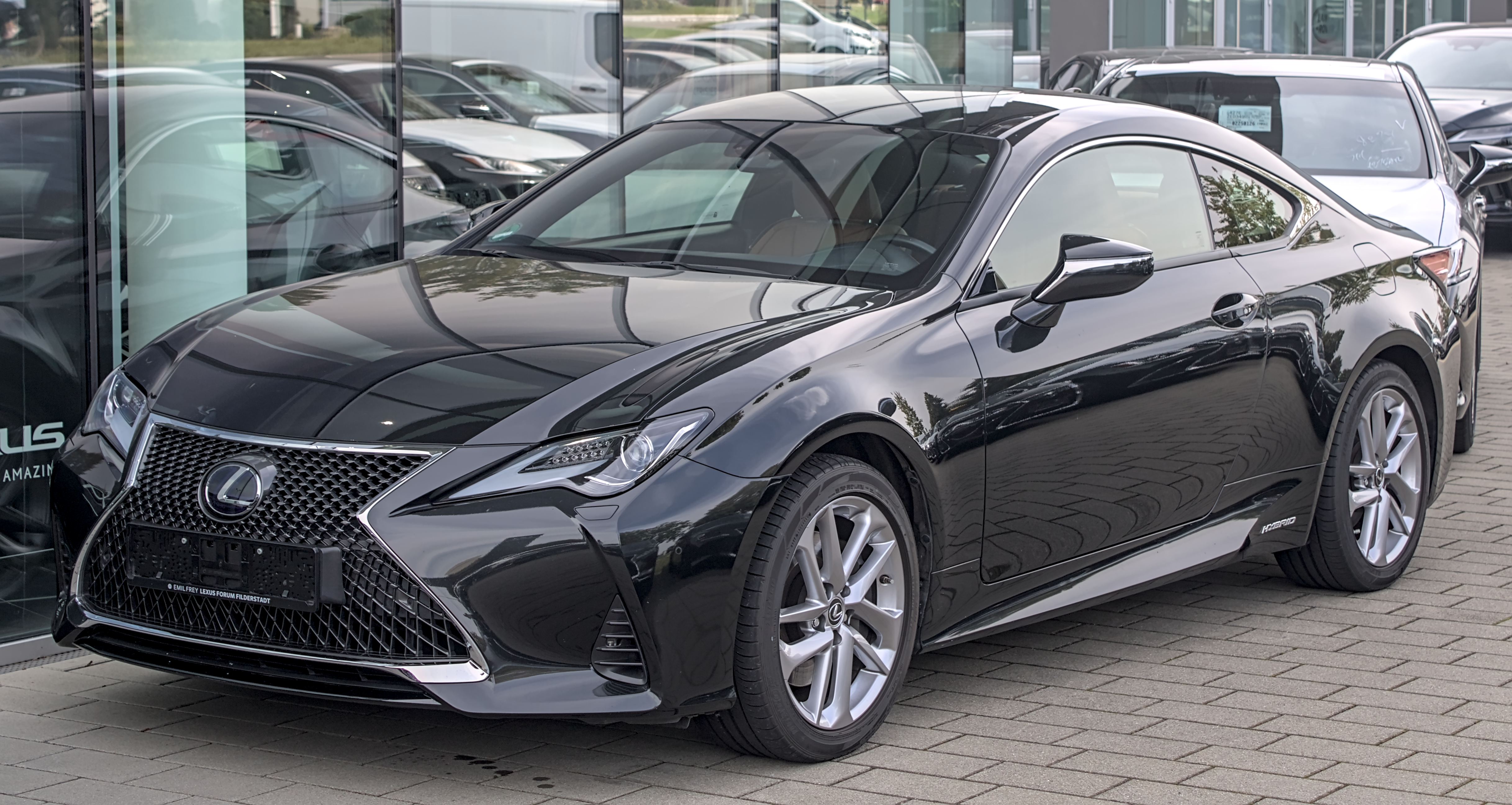
Lexus RC 300h (з 2018)

У серпні 2018 року RC отримав фейсліфтинг, а офіційні зображення були оприлюднені напередодні його дебюту на Паризькому автосалоні 2018 року, який відбувся через кілька тижнів. Корпоративні L-образні DRL і світлодіоди з потрійними окулярами об’єднані, завдяки чому їх розташування дуже нагадує його більше LC-купе разом із переробленим дизайном кабіни та задніх ліхтарів. Базові моделі тепер стандартно оснащені інтеграцією Amazon Alexa і точкою доступу 4G LTE Wi-Fi.
У 2021 році Lexus RC отримав нову комплектацію Black Line Special Edition. Версія буде випущена в лімітованій кількості.
В листопаді 2025 року RC знімуть з виробництва.

## RC F

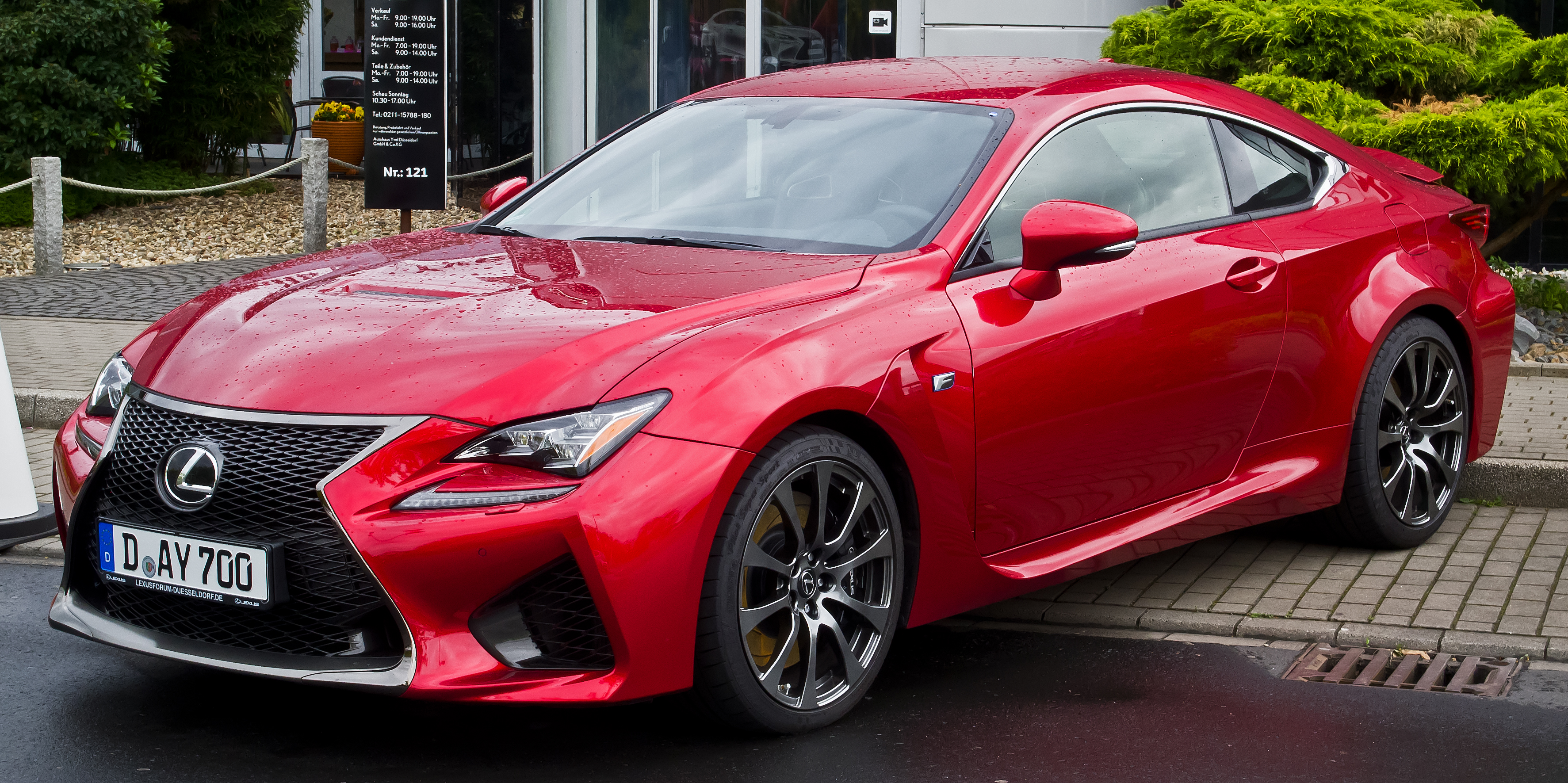
Lexus RC F (2014-2018)

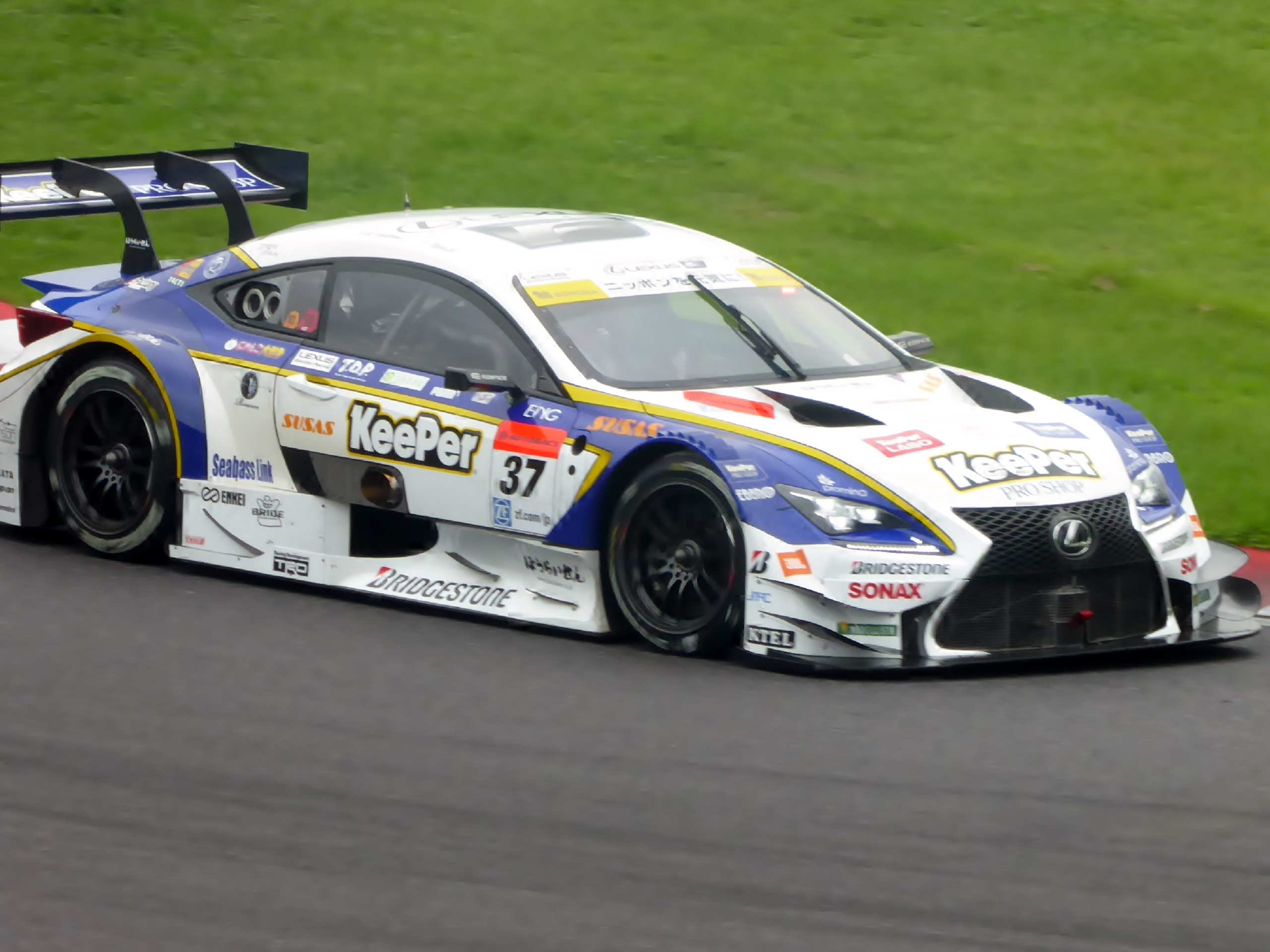
Lexus RC F в гонках

Наміри випустити конкурента BMW M4, Audi RS5 і Mercedes-Benz C63 AMG компанія висловила в січні 2013 року. У липні стали відомі деякі подробиці спортивного автомобіля, такі як назва і двигун. У вересні були показані офіційні зображення спортивної версії RC. Нарешті, на Північноамериканському автосалоні в Детройті в січні 2014 року було представлене спортивне задньоприводне купе Lexus RC F з двигуном V8 5,0 л потужністю 450 к.с. і 8-ст. АКПП.
Від 0 до 100 км/год авто розганяється за 4.5 с і досягає максимальної швидкості 270 км/год. Чверть милі автомобіль проходить за 12,5 секунд

## Двигуни
- 2.0 л 8AR-FTS Р4 (RC 200t) 245 к.с. 350 Нм
- 2.5 л 2AR-FSE Р4 (RC 300h) 223 к.с. 221 Нм + 300 Нм електродвигун
- 3.5 л 2GR-FSE V6 (RC 350) 318 к.с. 380 Нм
- 5.0 л 2UR-GSE V8 (RC F) 450-477 к.с. 530 Нм

## Продажі
| Рік  | США    | Канада |
| ---- | ------ | ------ |
| 2014 | 1,922  | 78     |
| 2015 | 14,784 | 792    |
| 2016 | 11,165 | 526    |
| 2017 | 7,363  | 512    |
| 2018 | 3,358  | 321    |
| 2019 | 4,591  | 305    |
| 2020 | 3,808  |        |
| 2021 | 2,987  |        |